# Posadas (Argentinië)
Posadas is de hoofdstad van de provincie Misiones in het noorden van Argentinië. Ze ligt in het departement Capital. Het ligt aan de oever van de rivier Paraná, tegenover het kleinere Encarnación in Paraguay. De stad heeft 255.052 inwoners (2001). Posadas ligt ongeveer 1300 kilometer ten noorden van Buenos Aires.
Posadas wordt verbonden met de Paraguayaanse stad Encarnación door de San Roque González de Santa Cruz-brug. De haven die ooit van groot economisch belang was, wordt nu gebruikt voor de pleziervaart en transport van zand per boot.
De stad ligt midden in het historische belangrijke gebied van de jezuïeten-reducties (missieposten). Er zijn er in totaal 11 gelokaliseerd in de provincie Misiones en nog eens drie op korte afstand in Paraguay.

## Geschiedenis
Roque González de Santa Cruz stichtte de stad Anunciación de Itapúa op 25 maart 1615, maar tien jaar later werd de stad verplaatst naar de andere kant van de rivier op de plek waar tegenwoordig Encarnación ligt.
De eerste nederzetting werd niet geheel verlaten en een nieuwe San José-reductie werd gesticht in 1628. In 1867, tijdens de Oorlog van de Drievoudige Alliantie stichtten de Brazilianen de militaire basis Trinchera de San José. In 1879, aan het einde van de oorlog werd de stad hernoemd tot Posadas naar Gervasio Antonio de Posadas, de stichter van de Argentijnse Confederatie.
Op 22 december 1881 werden de grenzen van de provincie Misiones getrokken, waardoor Posadas op het grondgebied van de provincie Corrientes lag. Op 30 juli 1884 besloot het Argentijns Nationaal Congres de stad terug te geven aan Misiones en benoemde het tot haar hoofdstad.
In 1957 werd de stad de zetel van het rooms-katholieke bisdom Posadas.

## Geboren
- Alberto Mancini (1969), tennisser
- José Acasuso (1982), tennisser